# Joan Hartigan
Joan Marcia Bathurst Hartigan (Sydney, 6 de junho de 1912 - 31 de agosto de 2000) foi uma tenista australiana. Ela ganhou três torneios de simples do Australian Open.